# Martin Mapisa
Martín Mapisa (Zimbabue, 25 de mayo de 1998) es un futbolista zimbabuense que juega como portero en la U. D. Llanera de la Segunda División RFEF.

## Trayectoria
Ha pasado por clubes como el Vélez C. F.
El 22 de enero de 2020 llegó libre al Zamora Club de Fútbol firmando por una temporada. Siguió más tiempo en el conjunto zamorano, y dos años después de su llegada se marchó cedido a la U. D. Llanera.

## Clubes
| Club                   | País   | Año       |
| ---------------------- | ------ | --------- |
| Vélez C. F.            | España | 2018-2020 |
| Zamora C. F.           | España | 2020-act. |
| U. D. Llanera (cedido) | España | 2022-act. |